# 桑塞勒隆
桑塞勒隆（法語：Sancey-le-Long，法語發音：[sɑ̃sɛ lə lɔ̃]）是法国杜省的一个旧市镇，属于蒙贝利亚尔区。2016年，桑塞勒隆与市镇大桑塞合并为新市镇桑塞。

## 地理
桑塞勒隆（47°18'20"N, 6°36'8"E）面积7.02 平方千米，位于法国勃艮第-弗朗什-孔泰大區杜省，该省份为法国东部内陆省份，北起上索恩省，西接汝拉省，东部及东南部与瑞士接壤，东北部与贝尔福地区省接壤。
与桑塞勒隆接壤的市镇（或旧市镇、城区）包括：贝尔瓦、奥尔沃、普罗旺谢尔、拉翁、桑塞、叙尔蒙。

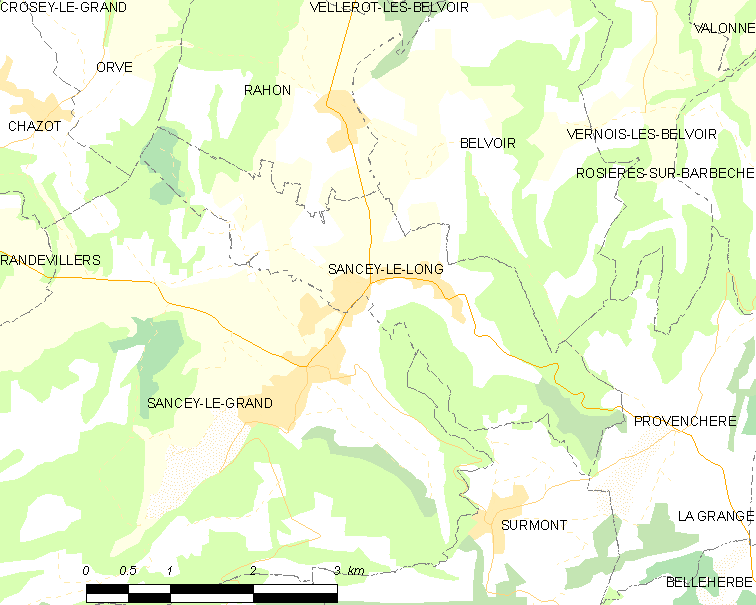
桑塞勒隆的OSM定位图

桑塞勒隆的时区为UTC+01:00、UTC+02:00（夏令时）。

## 行政
桑塞勒隆的邮政编码为25430，INSEE市镇编码为25530。

## 政治
桑塞勒隆所属的省级选区为巴旺县。

## 人口

1962-2008年间桑塞勒隆人口变化图示

桑塞勒隆于2013时的人口数量为345人。